# Camponotus burtoni
Camponotus burtoni é uma espécie de inseto do gênero Camponotus, pertencente à família Formicidae.